# 세키촌 (교토부)
세키촌(일본어: 世木村)은 일본 교토부 후나이군에 설치되었던 촌이다.

## 역사
- 1889년 4월 1일 - 정촌제 시행에 의해 6촌의 구역을 가지고 성립하였다.
- 1955년 4월 1일 - 고카쇼촌, 고마고촌과 합병해, 히요시정이 성립, 동일 세키촌은 폐지되었다.

## 교통

### 철도
본촌의 지명에 해당되는 일본국유철도 산인본선 도노다역(현 히요시역)이 있었으나 현재는 후미고촌으로 되어 있있다.

## 참고문헌
- 角川日本地名大辞典 26 京都府